# Diecéze Faro
Diecéze Faro je diecéze římskokatolické církve, nacházející se v Portugalsku.

## Území
Diecéze zahrnuje území regionu Algarve.
Biskupským sídlem je město Faro, kde se nachází hlavní chrám – katedrála Svaté Marie.
Rozděluje se do 80 farností. K roku 2021 měla 263 140 věřících, 39 diecézních kněží, 17 řeholních kněží, 9 trvalých jáhnů, 17 řeholníků a 42 řeholnic.

## Historie
Současná diecéze má své kořeny ve starobylé diecézi Ossonoba, která byla zřízena v římských dobách a její historické doklady pochází již z roku 306, kdy se biskup Vicente zúčastnil koncilu v Elviře. Biskupství Ossonoba odpovídá obci Estoi severně od dnešního Fara. Po invazi Arabů byla diecéze roku 688 (711) zrušena. Do této doby byla sufragánní diecézí arcidiecéze Emerita Augusta.
Když král Sancho I. Portugalský ukončil období reconquisty na Pyrenejském poloostrově a osvobodil město Silves a další sídla v regionu Algarve, byla roku 1188 zřízena v Silves nová diecéze. Roku 1191 došlo opět k jejímu zrušení, jelikož území znovu obsadili Arabové.
Roku 1243 král Alfons III. Portugalský dobyl území Algarve, nicméně diecéze byla obnovena až roku 1253 kastilským králem Alfonsem X., který území považoval za své a jmenoval jejím biskupem dominikána Roberta. Portugalský král si území Algarve nárokoval a proto neuznal biskupa Roberta. Spor mezi králi byl ukončen roku 1263 a od tohoto okamžiku byla diecéze součástí Portugalského království. Nejprve byla sufragánou arcidiecéze Braga, od 10. listopadu 1394 srcidiecéze Lisabon a od 24. září 1540 arcidiecéze Évora. Zatímco starověká diecéze Ossonoba používala mozarabský ritus, diecéze od 12. století přijala ritus římský.
Na žádost biskupa Manuela de Sousa a se souhlasem krále Jana III. a se schválením a bulou Sacrosancta Romana Ecclesia papeže Pavla III. bylo sídlo biskupa přeneseno do Fara. Papežova bula narazila na odpor vůči jeho příkazům v bule a sídlo byla přeneseno až 30. března 1577 biskupem Jerónimem Osóriem.

## Seznam biskupů

### Biskupové Ossonoby
- Vicente (zmíněn roku 306)
- Itácio Claro (před rokem 379 – po roce 387)
- Pedro (zmíněn roku 589)
- Saturnino (zmíněn roku 653)
- Exarno (zmíněn roku 666)
- Belito (zmíněn roku 683)
- Agrípio (před rokem 688 – po roce 693)

### Biskupové Silves
- Nikolaus (1189–1191)
- Robert (1253–1261)
- Garcia (1261–1268)
- Bartolomeu (1268–1292)
- Domingos Soares (1292–1297)
- João Soares Alão (1297–1310)
- Afonso Anes (1312–1320)
- Pedro (1322–1334)
- Álvaro Pais (1334–1352)
- Vasco (1354–1367)
- João (1367–1370)
- Martinho de Zamora (1371–1379)
- Pedro (1383)
- Paio de Meira (1384)
- João Afonso de Azambuja (1389–1390)
- Martinho Gil (1391–1401)
- João Afonso Aranha (1404–1407)
- Martinho Gil (1407–1409)
- Fernando da Guerra (1409–1414)
- João Álvaro (1414–1418)
- Garcia de Menezes (1418–1421)
- Álvaro de Abreu (1421–1429)
- Rodrigo (1429–1440)
- Rodrigo Dias nebo Rodrigo Diogo (1441–?)
- Luís Pires (1450–1453)
- Álvaro Afonso (1453–1467)
- João de Melo (1467–1480)
- Jorge da Costa (1481–1485)
- João Camelo (1486–1501)
- Fernando Coutinho (1501–1538)
- Manuel de Sousa (1538–1545)
- João de Melo e Castro (1549–1564)
- Jerónimo Osório (1564–1577)

### Biskupové Fara
- Jerónimo Osório (1577–1580)
- Afonso de Castelo Branco (1581–1585)
- Jerónimo Barreto (1585–1589)
- Francisco Cano (1589–1594)
- Fernando Martins de Mascarenhas (1595–1616)
- João Coutinho (1617–1626)
- Francisco de Menezes (1627–1634)
- Francisco Barreto I. (1634–1649)
- Francisco Barreto II. (1671–1679)
- José de Menezes (1679–1685)
- Simão da Gama (1685–1703)
- António Pereira da Silva (1704–1715)
- José Pereira de Lacerda (1716–1738)
- Inácio de Santa Teresa (1741–1751)
- Lourenço de Santa Maria (1752–1783)
- André Teixeira Palha (1783–1786)
- José Maria de Melo (1786–1789)
- Francisco Gomes do Avelar (1789–1816)
- Joaquim de Sant'Ana Carvalho (1820–1823)
- Inocêncio António das Neves Portugal (1824)
- Bernardo António de Figueiredo (1825–1838)
- António Bernardo da Fonseca Moniz (1844–1854)
- Carlos Cristóvão Genuês Pereira (1855–1863)
- Inácio do Nascimento Morais Cardoso (1864–1871)
- António Mendes Bello (1884–1908)
- António Barbosa Leão (1908–1919)
- Marcelino António Maria Franco (1920–1955)
- Francisco Fernandes Rendeiro, O.P. (1955–1966)
- Júlio Tavares Rebimbas (1966–1972)
- Florentino de Andrade e Silva (1972–1977)
- Ernesto Gonçalves da Costa, O.F.M. (1977–1988)
- Manuel Madureira Dias (1988–2004)
- Manuel Neto Quintas, S.C.I. (od 2004)